# Cosqueville
Cosqueville és un municipi francès situat al departament de la Manche i a la regió de Normandia. L'any 2007 tenia 570 habitants.

## Demografia

### Població
El 2007 la població de fet de Cosqueville era de 570 persones. Hi havia 244 famílies de les quals 68 eren unipersonals (44 homes vivint sols i 24 dones vivint soles), 104 parelles sense fills, 64 parelles amb fills i 8 famílies monoparentals amb fills.
La població ha evolucionat segons el següent gràfic:
Habitants censats

### Habitatges
El 2007 hi havia 474 habitatges, 247 eren l'habitatge principal de la família, 207 eren segones residències i 20 estaven desocupats. 412 eren cases i 1 era un apartament. Dels 247 habitatges principals, 205 estaven ocupats pels seus propietaris, 34 estaven llogats i ocupats pels llogaters i 8 estaven cedits a títol gratuït; 3 tenien una cambra, 22 en tenien dues, 62 en tenien tres, 54 en tenien quatre i 106 en tenien cinc o més. 179 habitatges disposaven pel capbaix d'una plaça de pàrquing. A 124 habitatges hi havia un automòbil i a 105 n'hi havia dos o més.

### Piràmide de població
La piràmide de població per edats i sexe el 2009 era:
| Homes | Edats   | Dones |
| ----- | ------- | ----- |
| 0     | 95 o +  | 0     |
| 0     | 90 a 94 | 8     |
| 0     | 85 a 89 | 8     |
| 4     | 80 a 84 | 0     |
| 16    | 75 a 79 | 32    |
| 16    | 70 a 74 | 8     |
| 8     | 65 a 69 | 20    |
| 24    | 60 a 64 | 24    |
| 8     | 55 a 59 | 8     |
| 16    | 50 a 54 | 32    |
| 20    | 45 a 49 | 12    |
| 24    | 40 a 44 | 8     |
| 16    | 35 a 39 | 16    |
| 12    | 30 a 34 | 12    |
| 8     | 25 a 29 | 12    |
| 16    | 20 a 24 | 20    |
| 8     | 15 a 19 | 12    |
| 0     | 10 a 14 | 16    |
| 12    | 5 a 9   | 16    |
| 16    | 0 a 4   | 4     |

## Economia
El 2007 la població en edat de treballar era de 345 persones, 244 eren actives i 101 eren inactives. De les 244 persones actives 210 estaven ocupades (121 homes i 89 dones) i 34 estaven aturades (12 homes i 22 dones). De les 101 persones inactives 49 estaven jubilades, 23 estaven estudiant i 29 estaven classificades com a «altres inactius».

### Ingressos
El 2009 a Cosqueville hi havia 245 unitats fiscals que integraven 558 persones, la mediana anual d'ingressos fiscals per persona era de 16.356 €.

### Activitats econòmiques
Dels 10 establiments que hi havia el 2007, 1 era d'una empresa de fabricació d'altres productes industrials, 4 d'empreses de construcció, 1 d'una empresa de comerç i reparació d'automòbils, 1 d'una empresa d'hostatgeria i restauració, 2 d'empreses de serveis i 1 d'una entitat de l'administració pública.
Dels 6 establiments de servei als particulars que hi havia el 2009, 1 era un taller de reparació d'automòbils i de material agrícola, 1 paleta, 1 guixaire pintor, 2 electricistes i 1 restaurant.
L'any 2000 a Cosqueville hi havia 28 explotacions agrícoles que ocupaven un total de 636 hectàrees.

## Equipaments sanitaris i escolars
El 2009 hi havia una escola elemental.

## Poblacions més properes
El següent diagrama mostra les poblacions més properes.